# Malmö Isstadion
Das Malmö Isstadion (deutsch Malmö Eisstadion) ist eine Eissporthalle im schwedischen Malmö in der südlichen Provinz Skåne län. Sie war Spielstätte der beiden Eishockeyclubs Malmö Redhawks und IK Pantern.

## Geschichte
Das Malmö Isstadion wurde 1968 eröffnet und bietet momentan 5.800 Plätze, davon 4.800 Sitz- und 1.000 Stehplätze. 2013 wurde der Bau renoviert. Neben den Eishockeyspielen finden in der Halle auch andere sportliche Wettkämpfe, wie Badminton, Eiskunstlauf oder Handball statt. Von der Eröffnung bis zum Umzug in die Malmö Arena 2008, war es die Heimat des Eishockeyclubs Malmö Redhawks.
In der Halle fanden die Badminton-Weltmeisterschaft 1977, der Eurovision Song Contest 1992 und die Eiskunstlauf-Europameisterschaften 2003 statt. Die Top-Division der Eishockey-Weltmeisterschaften der U20-Junioren 2014 und der Frauen 2015 bestritten ihre Partien im Eisstadion von Malmö.
Die Mehrzweckhalle war einer von fünf Spielorten der Handball-Europameisterschaft der Frauen 2016.

## Konzerte
Neben Sportveranstaltungen wurde die Halle bis zur Eröffnung der großen Malmö Arena als Konzerthalle genutzt.
- Auswahl
- 24. Apr. 1978: Electric Light Orchestra
- 20. Nov. 1983: KISS, Helix
- 14. Juni 1984: Yes
- 18. Juni 1985: Deep Purple
- 19. Feb. 1986: AC/DC, 220 Volt
- 04. Okt. 1986: Europe
- 18. Nov. 1986: Iron Maiden, W.A.S.P.
- 25. Feb. 1987: Deep Purple, Bad Company
- 19. Mär. 1988: AC/DC, Dokken
- 02. Okt. 1991: Frank Sinatra
- 03. Okt. 1991: Tom Petty & the Heartbreakers
- 28. Nov. 1993: Aerosmith, Mr. Big
- 12. Nov. 1994: Status Quo